# 王起 (唐朝)
王起（760年—847年），字举之，行十一。唐代律赋作家，祖籍太原（今山西太原西南），徙居扬州（今江苏扬州）。出自太原王氏，揚州都督府倉曹參軍王恕之子，王播之弟。

## 生平
王起性孝友，嗜学，读书过目不忘。贞元十四年（798年）登进士第，元和三年（808年）复中制策贤良方正、能直言极谏、博学宏词科。任渭南尉。入朝为起居郎、司勋员外郎。元和十四年（819年），以比部郎中知制诰。唐穆宗即位，拜中书舍人。长庆元年（821年），迁礼部侍郎。唐文宗即位，加集贤学士、判院事。旋改兵部侍郎。大和二年（828），出为陕虢观察使，兼御史大夫。大和四年（830年），入为尚书左丞，户部尚书判度支，请朝廷在灵武、邠宁屯田。大和七年（833年），为兵部尚书。大和八年（834年），为检校尚书右仆射、襄州刺史、山南东道节度使。大和九年（835年），加银青光禄大夫，改任兵部侍郎，判户部事。开成三年（838年），入为翰林侍讲学士。唐武宗即位，充山陵卤簿使。枢密使刘弘逸等谋废立，他密奏诛杀。出为河南尹、检校尚书左仆射、东都留守、判东都尚书省事。会昌元年（841年）为礼部尚书，判太常卿事。会昌四年（844年），正拜尚书左仆射、知吏部贡举。当年秋季，以兴元尹同中书门下平章事出镇山南西道。长庆、会昌年间四典选举，所提拔的都是当时辞艺之士，时称公正。封魏郡公，唐宣宗大中元年（847年），王起在汉中去世，赠太尉，谥文懿。其子武寧節度使王式、浙東觀察使王龜（字大年）、汝州刺史王鐐（字德耀）、王鑄（字台臣）。弟弟太常博士王炎有子王铎。
《新唐书·艺文志》著录王起有《王氏五位图》10卷、《写宣》10卷、《李赵公（李吉甫）行状》1卷、《王起集》120卷、《文场秀句》1卷、《大中新行诗格》1卷等。均佚。《全唐诗》卷464录存其诗六首，《全唐文》存其文三卷。王起文多赋奏，诗多赠和之作。王起专攻律赋，文辞典雅，对偶工巧，为一时名家。《文苑英华》、《全唐文》载其律赋66篇，是古代赋作品较多的作家，有《羡鱼赋》、《季子挂剑赋》、《燕王市骏骨赋》、《墨池赋》、《蒲轮赋》成熟的五言律诗，其《庭燎赋》被看成是压卷之作。
| 前任： 陈夷行 | 唐朝尚书左仆射 （非宰相） 843年—844年 | 繼任： 杜悰 |